# Wormaldia contigua
Wormaldia contigua là một loài Trichoptera hóa thạch trong họ Philopotamidae.